# فيلالفيرينا
فيلالفيرينا (بالإيطالية: Villalvernia)‏ هي بلدية في مقاطعة ألساندريا في إقليم بييمونتي في إيطاليا.

## السكان
في سنة 1861 بلغ عدد السكان 689 نسمة، وتطور العدد ليصل في سنة 2011 لـ 966 نسمة.
يظهر هذا المخطط البياني تطور النمو السكاني لـ فيلالفيرينا